# Kolej Wilanowska

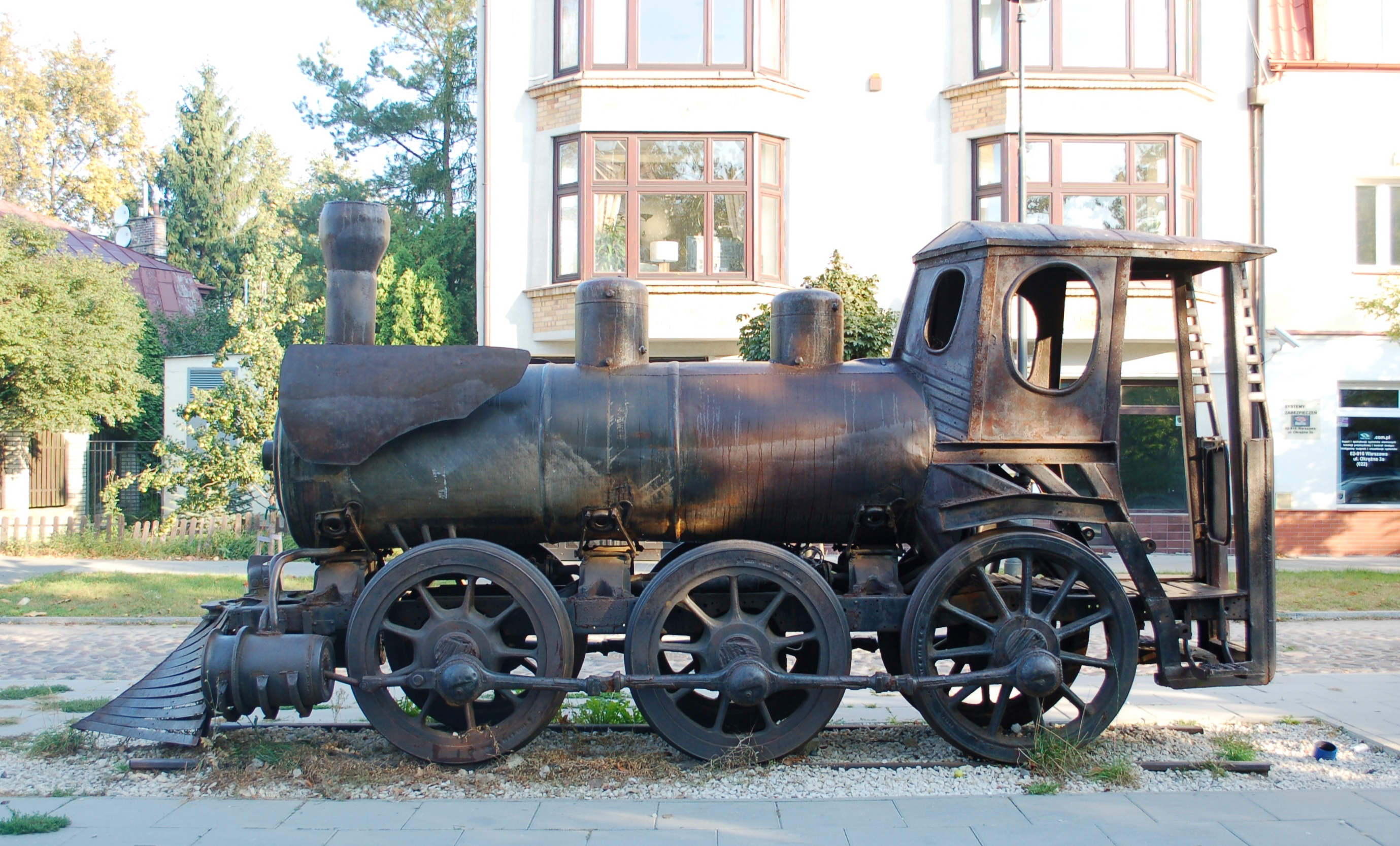
Ein in den 2000er Jahren aufgestelltes Denkmal in der Ulica Okrężna (Ecke Ulica Powsińska) erinnert an eine hier ehemals gelegene Haltestelle der Schmalspurbahn

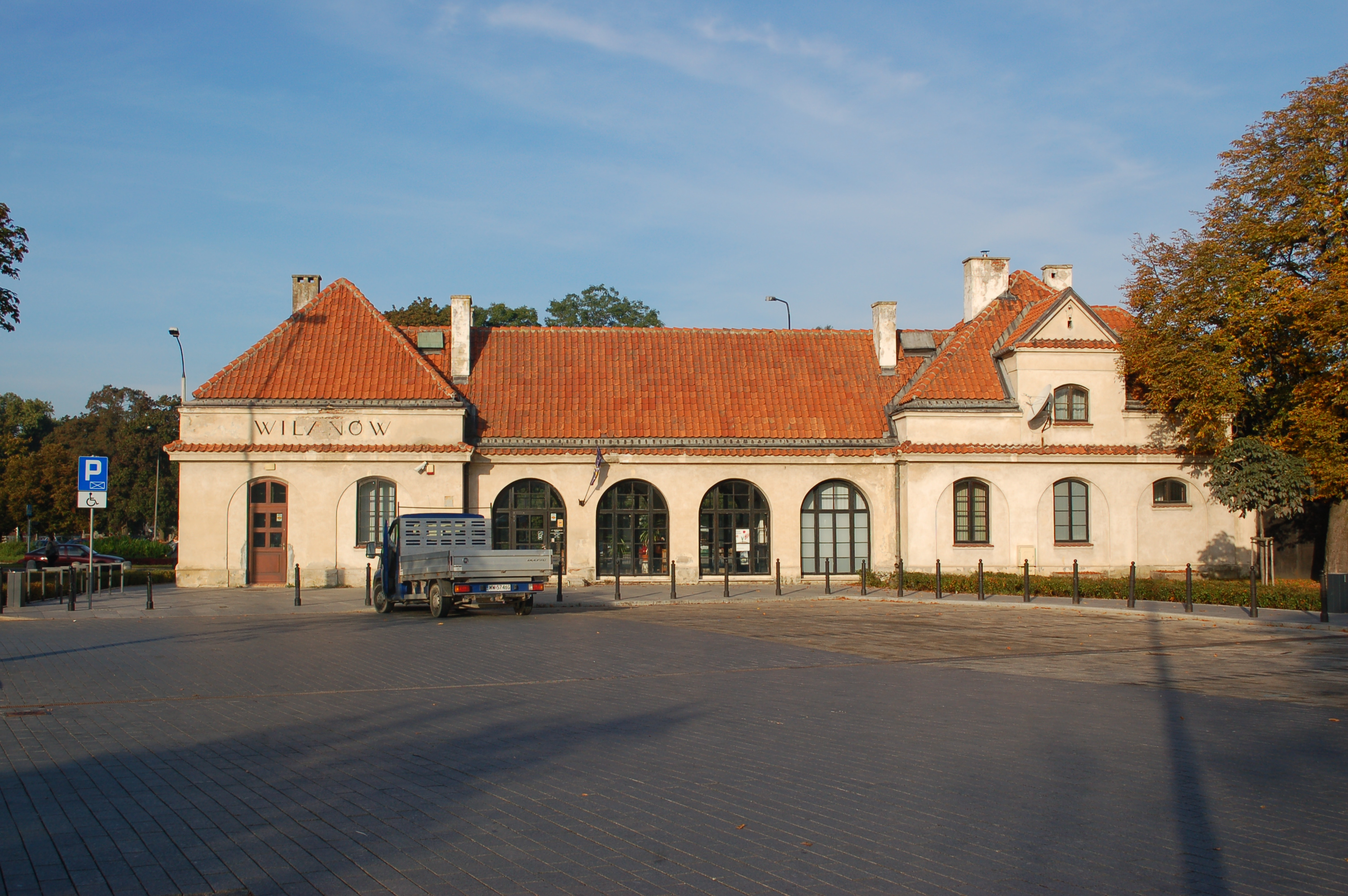
Seitenansicht des ehemaligen Bahnhofes in Wilanów, der heute als Postamt genutzt wird

Die Kolej Wilanowska war eine Schmalspurbahn in Polen. Sie war von 1891 bis 1971 in Betrieb. Die Strecke mit einer Spurweite von zunächst 800 und später 1000 Millimetern verband den südwestlichen Teil Warschaus mit verschiedenen südöstlichen Vororten und endete in Piaseczno. Sie hatte zu dem Zeitpunkt ihrer größten Ausdehnung eine Länge von 24 Kilometern.

## Geschichte
Im Jahr 1885 wurde in der Warschauer Presse erstmals von der Planung zur Errichtung von Eisenbahnlinien in die Umgebung Warschaus berichtet. Am 17. Juli 1887 erhielt Eugeniusz Paszkowski eine erste Lizenz zur Anlage einer Bahnstrecke von Warschau nach Góra Kalwaria (ebenfalls über Piaseczno). 1891 gründeten Henryk Huss und Wiktor Magnus dann ein weiteres Unternehmen zum Zwecke der Errichtung und Betreibung einer Warschauer Vorortbahn, die nach Wilanów führen sollte. Der erste Teilabschnitt dieser Bahn, von der Ausgangsstation Belweder (am Belvedere-Palast gelegen) bis zur Haltestelle Czerniaków – teilweise entlang der Ulica Belwederska und der Ulica Jana III Sobieskiego – wurde am 16. Mai 1891 eingeweiht. Am 5. Mai 1892 konnte der zweite Teil vom Czerniaków bis nach Wilanów eröffnet werden. Nach Auseinandersetzungen zwischen den Gesellschaftern schied Magnus aus dem Unternehmen aus.
Am 14. Mai 1894 wurde die zwar kurze, aber für das Passagieraufkommen wichtige Verbindung zwischen dem zentral gelegenen Warschauer Plac Unii Lubelskiej und der Station in Belweder eröffnet. Bis dahin wurden die Züge von Pferden gezogen. Ab dem 1. September 1894 wurde hier auf Dampflokomotiven umgestellt; diese Warschauer Linie war damit der Vorreiter unter den Schmalspurbahnen im damaligen Kongresspolen. Im Jahr 1895 erteilten die russischen Behörden die Erlaubnis, die Strecke von Wilanów über Klarysew, Jeziorna und Konstancin nach Chylice und Piaseczno auszubauen. Von dort war der Ausbau bis nach Grójec bis zur „Czersk“-Zuckerfabrik in Jasieniec genehmigt. Ab dem 9. Juni 1895 erreichte der Streckenneubau die Ortschaft Powsin. Am 21. Juni 1896 wurde schließlich noch eine Zweigstrecke von Jeziorna zu der hier gelegenen Mirków-Papierfabrik in Betrieb genommen. Im September 1896 wurde die Strecke bis Piaseczno eröffnet. 1898 erhielt Piaseczno einen weiteren Bahnanschluss durch eine direkt verlaufende meterspurige Strecke von Warschau, sie wurde später einerseits nach Góra Kalwaria und andererseits nach Grójec und Nowe Miasto nad Pilicą verlängert und als „Kolej Grójecka“ bezeichnet. Zwischen den beiden Bahnen bestand keine Gleisverbindung, die Bahnhöfe in Piaseczno trugen trotzdem einfach den Namen der Stadt ohne unterscheidenden Zusatz.

### 20. Jahrhundert
Nach der Übernahme des Unternehmens durch die Grafen Stefan Lubomirski und Tomasz Zamoyski wurde am 12. September 1911 – gemeinsam mit belgischen Investoren – die Towarzystwo Akcyjne Warszawskich Dróg Żelaznych Podjazdowych (Warschauer Gesellschaft für Zubringer-Eisenbahnen) gegründet. Diese Gesellschaft betrieb auch die ältere Linie nach Góra Kalwaria. Der Ausbruch des Ersten Weltkriegs verhinderte zunächst den weiteren Ausbau der Strecke. Beim Rückzug der russischen Truppen im Jahr 1915 wurden Streckenabschnitte zerstört und Lokomotiven mitgenommen. Ab 1916 konnte der Fahrbetrieb wieder aufgenommen werden. 1920 wurden neu errichtete – heute noch existierende – Bahnhofsgebäude in Wilanów, in Klarysew und in Piaseczno eröffnet. Der Architekt der Objekte im Herrenhausstil in Wilanów und Klarysew war Konstanty Sylwin Jakimowicz.
Am 24. November 1934 wurde die Normalspurverbindung der staatlichen polnischen Eisenbahn PKP – in Anwesenheit des Staatspräsidenten Ignacy Mościcki – von Warschau über Radom nach Krakau eröffnet, Piaseczno erhielt einen Bahnhof an dieser Strecke. Zur Unterscheidung von diesem erhielt der Bahnhof der Kolej Wilanowska in Piaseczno den Namen „Piaseczno Północne“, der Bahnhof der Kolej Grójecka den Namen „Piaseczno Miasto“. Kurze Zeit darauf erschloss die PKP auch die Papierfabrik in Jeziorna. Am 2. Februar 1935 wurde die Herausnahme der Bahnstrecke aus den städtischen Straßen in Warschau verfügt und im August desselben Jahres vollzogen. Seitdem war der Bahnhof Belweder der Kolej Wilanowska. Die verbliebene Strecke wurde im Mai 1936 auf Meterspur umgespurt und von Piaseczno Północne nach Iwiczna verlängert, wodurch Anschluss an die ebenfalls meterspurige Kolej Grójecka hergestellt wurde. 1937 wurde Wilanów an das städtische Warschauer Straßenbahnnetz angeschlossen. Während der deutschen Besatzungszeit in Warschau wurde die Linie zunächst weiterbetrieben, aber im weiteren Verlaufe des Zweiten Weltkriegs teilweise zerstört. Nach dem Krieg übernahmen die PKP die Strecke und setzte sie wieder instand. Zunächst von Pendlern genutzt, führte der zunehmende Busverkehr zu einem Rückgang an Passagierzahlen. Am 1. Juli 1952 wurde die Haltestelle in Obory geschlossen, 1957 die Verbindung zwischen Belweder und Wilanów eingestellt und 1971 auch der verbliebene Abschnitt Wilanów–Iwiczna geschlossen.